# Nemečky
Nemečky és un poble i municipi d'Eslovàquia que es troba a la regió de Nitra, al sud-oest del país. La primera menció escrita de la vila es remunta al 1403.

## Demografia
| Godina             | 1994 | 2004   | 2014   | 2024   |
| ------------------ | ---- | ------ | ------ | ------ |
| Nombre de persones | 277  | 302    | 312    | 316    |
| Diferència         |      | +9,02% | +3,31% | +1,28% |

| Godina             | 2023 | 2024   |
| ------------------ | ---- | ------ |
| Nombre de persones | 320  | 316    |
| Diferència         |      | −1,25% |